# Ragtime
Ragtime [rêktajm tudi réktajm] je bila popularna zvrst klavirske glasbe v ZDA okrog leta 1885, pozneje instrumentalnega džeza, s posebno značilnimi ritmičnimi vzorci z vzori iz evropske zabavne glasbe in plesne glasbe in afroameriškimi vplivi.